# Павлюченко, Константин Владимирович
Константин Владимирович Павлюченко (11 января 1971) — советский, казахский и украинский футболист и тренер.

## Игровая карьера
Воспитанник Казахского республиканского спортинтерната (Алма-Ата). В командах мастеров начал играть в 1989 году. Первый клуб — «Химик» (Джамбул).
С 1992 года играл в высших дивизионах Украины («Нива», «Днепр», «Кривбасс»), России («Лада», «Текстильщик») и Узбекистана («Навбахор»).

## Карьера в сборной
Единственный матч в футболке сборной Казахстана сыграл 14 октября 1992 года в Ташкенте на стадионе «Пахтакор» против сборной Узбекистана (1:1).

## Тренерская карьера
Работал тренером в ДЮСШ «Днепр-75» (Днепропетровск), затем в академии днепропетровского «Днепра». Тренировал команды «днепрян» U-15 (1999 г.р.) и U-12 (2002 г.р.).

## Достижения
«Днепр» Днепропетровск
- Серебряный призёр чемпионата Украины (1): 1992/93

 «Лада» Тольятти
- Серебряный призёр первой лиги ПФЛ России (1): 1995